# Teoría θ
En lingüística generativa, más concretamente en la rama de la sintaxis, la teoría θ (teoría theta) es el conjunto de reglas y principios que explican cómo se asignan los papeles temáticos de una predicación. Es decir, la teoría θ explica cómo se establece la estructura argumental de una predicación verbal o de otro tipo. Los dos principales ingredientes de la teoría son:
1. El criterio θ, sobre la asignación única de papeles temáticos (roles θ).
2. El principio de proyección, sobre la aplicabilidad del criterio θ a los diferentes niveles de representación sintáctica (estructura P, estructura S, forma lógica).

## Criterio θ
El criterio θ, debido originalmente a Freidin (1978), establece que todo sintagma nominal, o más propiamente todo constituyente maximal cuyo núcleo es un nombre, debe cumplir estas dos condiciones:
1. Es un argumento obligatorio de alguno de los elementos predicativos de la oración.
2. Es argumento de sólo un elemento predicativo.

Este criterio explica que cualquier elemento designativo o nominal (con rasgo [+N]) que aparece en un enunciado, aparece porque algún elemento predicativo así lo requiere. La primera condición del criterio θ descarta por ejemplo que ninguna lengua del mundo pueda tener una oración como:
**Las horas transcurrieron Juan
Puesto que el significado del verbo transcurrir que es intransitivo requiere un solo argumento y por tanto no pueden aparecer dos argumentos (horas y Juan) cuando el elemento predicativo o verbo solo requiere uno.

## Principio de proyección
El principio de proyección de la estructura temática establece restricciones en la atribución de papeles temáticos en los diferentes niveles de representación (estructura P, estructura S, Forma lógica). Concretamente el principio establece que:
1. El criterio θ es válido tanto en la estructura P como en la estructura S y la forma lógica.
2. Un mismo constituyente debe tener el mismo rol θ o papel temático en todos los niveles (dicho de otra manera no puede desempeñar papeles sintáctico-semánticos diferentes en cada nivel).

Como consecuencia de lo anterior se prohíben transformaciones de un constituyente sintáctico desde una posición cualquiera a otra posición temática (posición θ) ya que ello implicaría que el nombre que forma el núcleo del constituyente recibiría otra interpretación temática diferente, lo cual contradiría el segundo punto del principio de proyección.

## Papeles temáticos
En teoría estándar, los generativistas hicieron recurso a criterios de selección y a la subcategorización para explicar el hecho de que un verbo determinado necesita tal o tal complemento para que la oración sea gramatical. En la teoría de rección y ligamiento (TRL), eso se explica mediante la teoría temática: se introduce en las entradas léxicas una estructura temática (en inglés llamada theta-grid), al lado de la información categorial y la subcategorización:
1. drink V, {Agente, Tema} [__ (SN “líquido”)}
2. put V, {Agente, Tema, Meta} [__SN “objeto”, SP “ubicación” ]

En otras palabras: se añade a la entrada léxica una lista de argumentos que necesita un verbo. Esta estructura temática informa sobre el número de argumentos que requiere el verbo en cuestión y sobre el contenido semántico que tienen que expresar (por ejemplo en (1), el verbo necesita dos argumentos: un Agente, que tiene que ser un SN animado, y un Tema, que tiene que ser un SN "líquido"). Estas precisiones semánticas son los papeles temáticos de los argumentos.
Como se desprende de (1) y (2), existen diferencias entre los distintos verbos en cuanto al número de argumentos que exigen.
El verbo asigna a cada argumento un papel temático y cada argumento no puede cumplir más de un papel temático. De esta manera se pueden separar los argumentos de los expletivos, los elementos facultativos de la frase, ya que estos carecen de papel temático. Sin embargo, existen diferencias de un autor al otro en cuanto a la lista de los papeles temáticos. De todos modos, la lista que figura a continuación contiene los papeles más usuales.

## Lista de papeles temáticos
Si bien la teoría-θ anterior no propone una lista de cuáles son concretamente los papeles temáticos existentes, la teoría surgió en el contexto de explicar cuales son los argumentos típicos de las predicaciones verbales donde sí se da una lista de papeles semánticamente determinados. Algunos de ellos son:
- Experimentador (S) es el elemento que designa a un participante de la predicación verbal que no es un partícipe consciente o voluntario del estado o proceso predicado por el verbo. Típicamente los sujetos de las oraciones intransitivas que designan estado o actividad mental son experimentadores.
- Agente (A), es un participante activo, consciente y voluntario de una predicación verbal que designe una acción o proceso. Generalmente, el sujeto de una oración con verbo en voz activa y/o diátesis directa que lleva a cabo una acción télica o un proceso es un agente.
- Paciente (P/O), es un participante que una predicación verbal de tipo proceso, que sufre cambios a medida que se desarrolla la predicación descrita por el verbo.
- Tema es un participante en una predicación verbal de tipo acción o proceso que no sufre cambios físicos a lo largo de la acción.
- Recipiente es un participante de una predicación verbal. Generalmente el recipiente es el receptor de un objeto o persona que tiene el papel de tema.
- Beneficiario es un participante no necesario que recibe consecuencias positivas o negativas de la acción verbal.